# Santa Rosa (Mieres)
Santa Rosa de Mieres es una parroquia del concejo de Mieres, en el Principado de Asturias. Se encuentra situada en una ladera del río San Juan. Ocupa 24,99 km² y dista 5,8 kilómetros de Mieres a través de la carretera local de 2.º orden MI-10, a la cual se accede en la desviación al pueblo de Rioturbio por la carretera comarcal AS-269. En 2020 según el INE tenía una población de 1423 habitantes.
El pueblo de Santa Rosa está situado también a 12 km de Langreo. Su capilla se fundó en el año 1686, en el lugar de la Masera, que era el primitivo nombre del pueblo. 
De entre los pueblos que lo rodean, los más destacados son los pueblos de Entrerríos, Carballón, Carraspientes, Mieres, etc. Este último pueblo tiene una ermita del siglo XVII situada a 550 metros de altitud en Domingomoro (Santoemilano), donde se realiza cada año una romería.
La artesanía era otra forma de vida en nuestras aldeas. En Santa Rosa había constructores de carros, madreñeros, constructores de gaitas y tambores y tejedoras que en sus telares hacían colchas de trapo y sábanas de las que aún se conservan en casi todas las casas. 
En la actualidad aún pueden encontrarse artesanos que siguen las artes de sus antepasados, aunque en menor escala.
El medio principal de vida lo constituía la minería, alternando con labores agrícolas en menor escala, y como medio secundario de vida. En la actualidad los Pozos de Polio y 3 Amigos se encuentran ya cerrados.
En siglos anteriores, antes de las explotaciones mineras la principal fuente de subsistencia la constituía el campo. Prueba de ello eran los más de veinte molinos harineros que había en la parroquia en los ríos Casar, Polio y San Juan.
Otra prueba de su pujanza la constituían los más de cien hórreos o paneras, de los que en la actualidad han desaparecido más de la mitad.